# 千秋楽 (雅楽)
千秋楽（せんしゅうらく）は、雅楽の唐楽の曲名の一つ。
盤渉調で、早八拍子の小曲である。管絃だけで舞はない。また黄鐘調の渡物もある。
唐楽に含まれるが、渡来したものではなく、その作風を真似て日本で作曲された本邦楽の一つである。1144年（康治3年）後三条院の大嘗祭に王監物頼吉が作ったとされる。『古今著聞集』や『大鏡』に奏された記録が残る。
相撲や演劇などの興行の最終日を表す「千秋楽」の語源とされる。一説によると、仏教の法要で僧侶が退出する時に演奏されることから「最後」の意味になったという。